# Richard von Muth
Richard von Muth (Pseudonyme: Paul Wallner, Hermann Nordermann) (* 26. September 1848 in Prag, Kaisertum Österreich; † 28. Dezember 1902 in Wien) war ein österreichischer Lehrer und Germanist.

## Leben
Als Sohn eines Landgerichtsrats und Enkel von Peter von Muth geboren, ging Richard von Muth auf das Wiener Gymnasium und das Stiftsgymnasium Kremsmünster in Kremsmünster. Er studierte Geschichte und Germanistik in Wien und Göttingen. In Wien besuchte er Vorlesungen bei Wilhelm Scherer und Ottokar Lorenz. Während seines Studiums wurde er 1867 Mitglied der Wiener akademischen Burschenschaft Silesia, aus der er später austrat. Er war Mitglied des Akademischen Lesevereins in Wien, dessen Ausschussmitglied er 1867 wurde, 1868 wurde er Vorsitzender. 1870 wurde er in Wien zum Dr. phil. promoviert und legte seine Lehramtsprüfung für Geographie und Deutsche Geschichte ab.
Er ging 1870 als Supplent in den niederösterreichischen Landesdienst, war Lehrer an der Niederösterreichischen Landesoberrealschule und Handelsschule in Krems an der Donau. 1877 wurde er an die Niederösterreichische Landesoberreal- und Maschinenbauschule in Wiener Neustadt berufen. Aufgrund eines Staatsstipendiums machte er von 1876 bis 1878 Studien zur mittelhochdeutschen Literatur in Wien, 
Berlin, München, Halle und St. Gallen. 1892 wurde er in die VIII. Rangklasse befördert. 1897 wurde von Muth Direktor des Niederösterreichischen Landesrealgymnasiums in Waidhofen an der Thaya. 1898 wurde er in die VI. Rangklasse befördert. Von 1898 bis 1902 war er als Direktor und Reorganisator des Niederösterreichischen Landeslehrerseminars und Internats in St. Pölten tätig.
Nachdem er politisch deutschnational aufgetreten war, wandte er sich von Georg von Schönerer und der Deutschen Volkspartei ab, verließ 1879 die Burschenschaft Silesia und war für die Liberalen im Gemeinderat in Wiener Neustadt sowie im Bezirksschulrat für Bau- und Schulfragen tätig. Mitte der 1890er Jahre trat er nach Bekanntschaft mit Albert Gessmann der Christsozialen Partei bei. Dieser machte ihn zum autonomen Inspektor der Niederösterreichischen Landesunterrichtsanstalten / Mittelschulen.
Richard von Muth war mit Richard Wagner befreundet, nachdem er 1877 die Einleitung in das Nibelungenlied verfasst hatte. Er war als Germanist bekannt und verfasste zahlreiche Werke. 1902 ging er aus gesundheitlichen Gründen in den Ruhestand und starb im selben Jahr. Albert Gessmann hielt seine Grabrede.

## Veröffentlichungen (Auswahl)
- Das bairische Volksrecht. Krems 1870.
- Mittelhochdeutsches Lesebuch. Wien 1873.
- Einleitung in das Nibelungenlied. Wien 1877.
- Der Mythus vom Markgrafen Rüdeger. Wien 1877.
- Untersuchungen und Excurse zur Geschichte und Kritik der deutschen Heldensage und Volksepik. Wien 1878.
- Heinrich von Veldeke und die Genesis der romantischen und heroischen Epik um 1190. Eine kritische Abhandlung. Wien 1880.
- Mittelhochdeutsche Metrik. Wien 1882.
- Deutsche Dichtung in Oesterreich von den Ausklängen der Romantik bis zum Durchdrinken des Realismus. Wiener Neustadt 1896.
- Lenz und Herbst. Gedichte. Dresden Leipzig 1900.
- Die Stiefzwillinge. Dresden Leipzig 1900.
- Studien und Kritiken. Wien 1901.
- Die Abstammung der Baiuwaren. St. Pölten 1902.